# Bantigny
Bantigny település Franciaországban, Nord megyében. Lakosainak száma 499 fő (2022. január 1.). Bantigny Hem-Lenglet, Thun-l’Évêque, Abancourt, Blécourt, Cuvillers és Paillencourt községekkel határos.

## Népesség
A település népességének változása:
| Lakosok száma | 490  | 501  | 519  | 510  | 520  | 523  | 515  | 507  | 499  |
|               | 2013 | 2015 | 2016 | 2017 | 2018 | 2019 | 2020 | 2021 | 2022 |